# Serie 1520 de CP
La Serie 1520 se refiere a una familia de locomotoras, que estuvo al servicio de la compañía de los Caminhos de Ferro Portugueses, habiendo sido vendida una unidad a la empresa de ingeniería ferroviaria Somafel.

## Historia

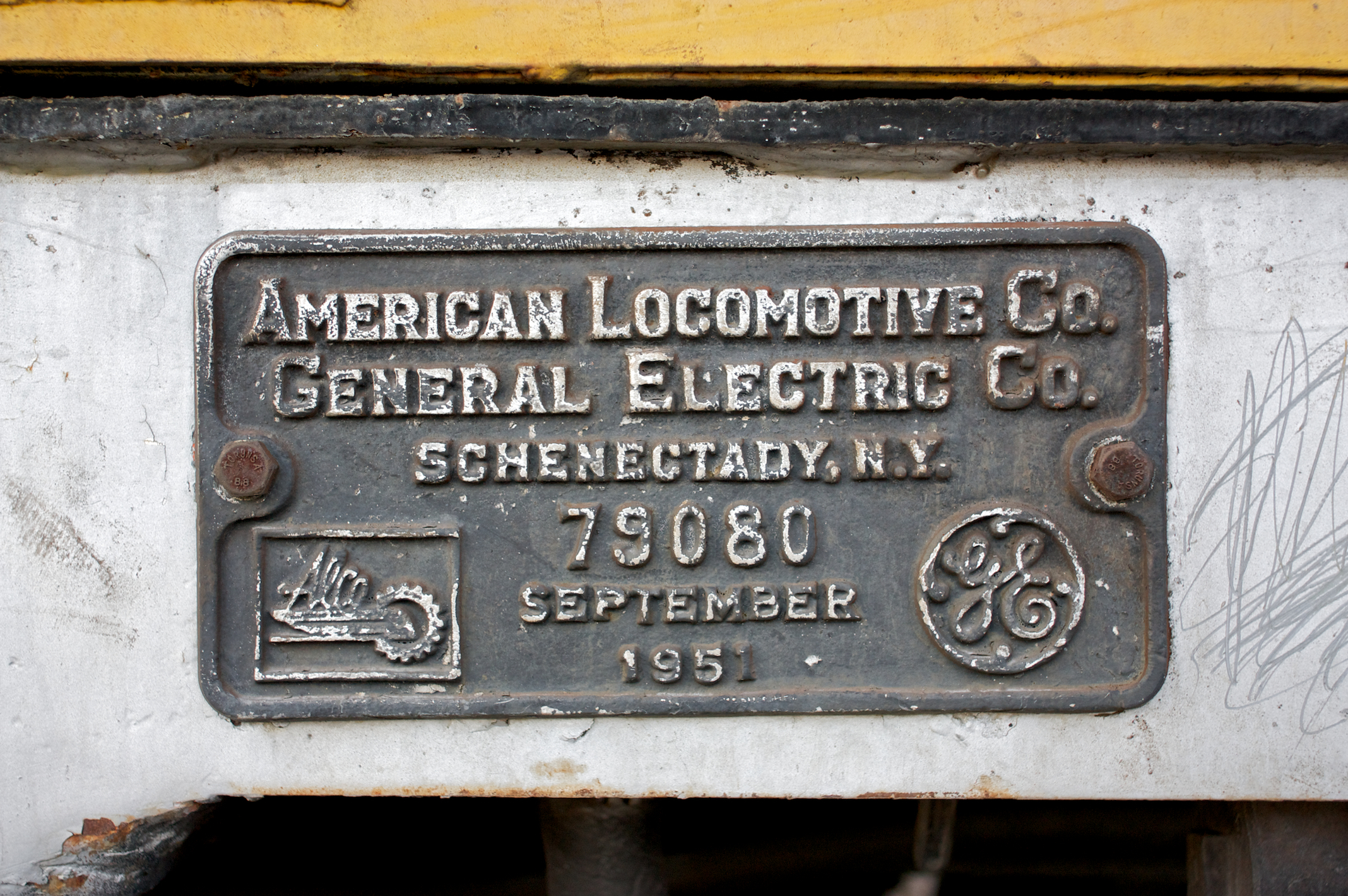
Pormenor de la placa del fabricante, en la locomotora con el antiguo número 1525.

El pedido de estas locomotoras fue, junto con otras series, efectuada en el ámbito del Plan de Reequipamiento; el propósito de esta iniciativa, organizada por el Estado portugués, era utilizar parte de los fondos del Plan Marshall destinados al país, para adquirir locomotoras de tracción a gasóleo con vistas a sustituir el parque de material motor de la operadora Caminhos de Ferro Portugueses, que, por estar, en aquel momento, mayoritariamente constituido por locomotoras a vapor, se encontraba con dificultades debido a la escasez de carbón, resultante de la Segunda Guerra Mundial. Esta serie inició sus servicios en territorio nacional en 1951. En 27 de noviembre de 1999, la locomotora número 1525 participó, con un antiguo esquema de colores verde y blanco de la compañía de Caminhos de Ferro Portugueses, en una composición especial hasta Sines.

## Ficha técnica
- Información diversa:
  - Tipo de tracción: Diésel-eléctrica[2]
  - Año de entrada en servicio: 1951[3]
  -  Número de unidades: 5 (1521-2525)[3]
  - Tipo de transmisión: Eléctrica
  - Natureza de servicio: Línea
  - Ancho de via: 1668 mm
- Constructores/fabricantes
  - Partes mecánicas: American Locomotive Company (ALCO)
  - Motores de tracción: American Locomotive Company (ALCO)
  - Transmisión: General Electric
  - Freno: Knorr-Bremse
  - Lubrificadores de verdugos: Tipo FIAT
  - Registador de velocidad: Hasler
  - Transmisión de movimiento: General Electric
  - Equipamiento de aporte eléctrico: No tiene
  - Sistema de hombre muerto: No tiene
- Características generales
  - Tipo da locomotora (constructor): RSC 3 3u[2]
  - Potencia nominal (ruedas): 1730 Cv / 1273 kW[2]
  - Disposición de los ejes: (A 1A) (A 1 A)[2]
  - Diámetro de las ruedas (nuevas): 1016 mm
  - Número de cabinas de conducción: 1
  - Freno neumático: Aire comprimido «Dual»
  - Areneros (número): 8
- Características de funcionamiento
  - Velocidad máxima: 120 km/h[2]
  - Esfuerzo de tracción:
    - En el arranque: 17 200 kg (μ=0,22)
    - En régimen continuo: 21 000 kg (no utilizable por falta de adherencia)
    - Velocidad correspondiente al régimen continuo: 21 km/h (no utilizable por falta de adherencia)
    - Esfuerzo de tracción a velocidad máxima: 3 800 kg

  - Freno dinámico:
    - Esfuerzo máximo de las ruedas: No tiene
    - Velocidad correspondiente: No tiene
- Pesos
  - Pesos (en vacío) (Tm):
    - Motor de tracción: 3,28
    - Generador principal: 4,74
    - Motor diesel: 14,62
    - Bogies completos: 2x21,1
    - Total: 64,84

  - Pesos (aprovisionamientos) (Tm):
    - Combustible: 2,530
    - Aceite del diésel: 0,890
    - Agua de refrigeración: 0,950
    - Arena: 1,200
    - Personal y herramientas: 0,200
    - Total: 5,770

  - Pesos (total) (Tm):
    - Peso en vacío: 108,0
    - Peso en orden de marcha: 114,0
    - Peso máximo: 78,0
- Motor diesel de tracción
  - Cantidad: 1
  - Tipo: 251-C
  - Número de tiempos: 4
  - Disposición y número de cilindros: V 12
  - Diámetro y curso: 228,6 x 266,7 mm
  - Cilindrada total: 131,4 L
  - Sobrealimentación: Si
  - Potencia nominal (U. I. C.): 2185 Cv
  - Velocidad nominal: 1025 rpm
  - Potencia de utilización: 2185 Cv
- Transmisión de movimiento
  - Tipo: 1 - Generador C. C. 5 GT 564-C1; 4 - motores de tracción 5 GE 752-A1
  - Características esenciales: Suspensión por el morro; ventilación forzada; relación de las engranajes 65:18

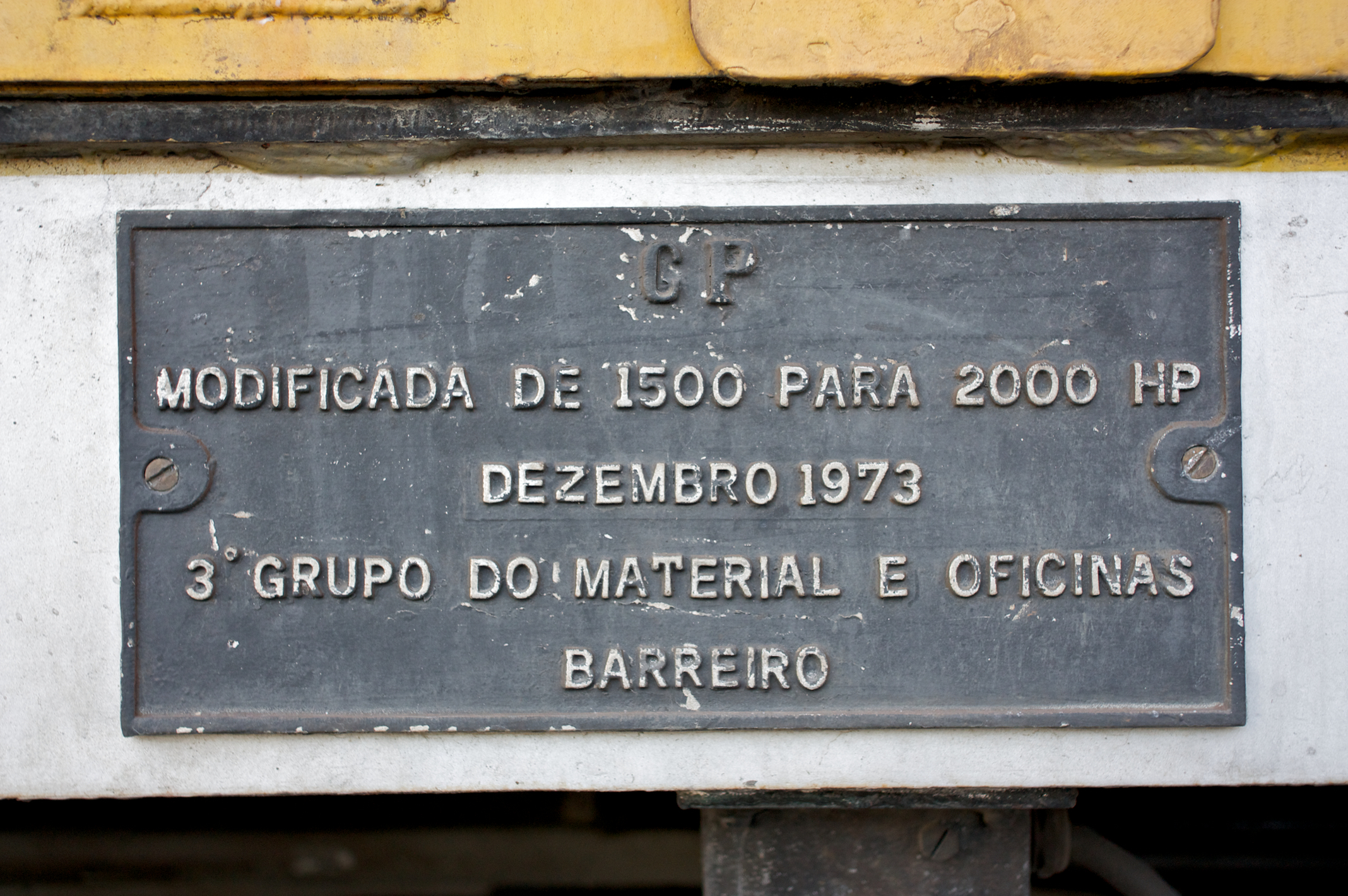
Pormenor de la placa que indica la modificación de una locomotora de la CP Serie 1500 a CP Serie 1520, fijada en la locomotora con el antiguo número 1525.

## Lista de material (2001)[3]
- 1521: Fuera de servicio
- 1522: Fuera de servicio
- 1523: Fuera de servicio
- 1524: Fuera de servicio
- 1525: Varada, prevista su integración en el Museo Nacional Ferroviario (posteriormente vendida a la empresa Somafel)